# Skerin
Skerin är en ås i republiken Island. Den ligger i regionen Suðurland, 120 km sydost om huvudstaden Reykjavík.